# Departament d'Igualtat i Feminisme de la Generalitat de Catalunya
El Departament d'Igualtat i Feminisme, anteriorment Departament d'Igualtat i Feminismes, del Govern de la Generalitat de Catalunya té competències en polítiques per a la igualtat efectiva entre homes i dones, feminismes, drets LGTBI, antiracisme i altres formes de discriminació. El departament va ser creat el 25 de maig de 2021 en el marc de la formació del Govern de Pere Aragonès i la primera consellera va ser Tània Verge i Mestre, a proposta d'Esquerra Republicana de Catalunya.
El posterior Govern de Salvador Illa va mantenir el departament, tot i introduir un canvi en la denominació, de 'feminismes' a 'feminisme'. La consellera del nou govern va passar a ser Eva Menor Cantador. L'acord entre el Partit Socialista de Catalunya i ERC per a la investidura del president Illa incloïa mantenir l'àmbit de la igualtat i feminisme amb el rang de departament.

## Funcions
El Departament d'Igualtat i Feminisme s'encarrega de les polítiques públiques en els àmbits següents: igualtat, igualtat en el treball i garanties de drets i no-discriminació; col·lectius LGTBI+; dones i erradicació de les violències masclistes; foment i defensa dels drets humans, incloent-hi els drets polítics i civils; corresponsabilitat i usos del temps, i altres funcions que li atribueixin les lleis i altres disposicions.
El Departament encapçalat en el Govern de Salvador Illa per Eva Menor Cantador, elimina com a funcions les polítiques de migracions, refugi i ciutadania. Així mateix, canvia el terme de 'cures' per 'corresponsabilitat'.

## Estructura
El Departament es va estructurar el 2021 en una Secretaria General, dirigida per Georgina Oliva, i dues secretaries sectorials: la Secretaria d'Igualtats i la Secretaria de Feminismes.
La Secretaria d'Igualtats, que dirigeix Mireia Mata, inclou la Direcció General de Polítiques Públiques LGBTI+, sota la direcció de Xavi Florensa, la Direcció General per a la Promoció i Defensa dels Drets Humans, amb Adam Majó, i la Direcció General de Migracions, Refugi i Antiracisme, amb Eunice Romero. L'Agència de Migracions de Catalunya i l'Organisme de Protecció i Promoció de la Igualtat de Tracte i la No-discriminació van passar a dependre de la Secretaria d'Igualtats.
La Secretaria de Feminismes, que és dirigida per Montserrat Pineda, incorpora la Direcció General per a l'Erradicació de les Violències Masclistes, dirigida per Laia Rosich, i la Direcció General de Cures, Organització del Temps i Equitat en els treballs. L'Institut Català de les Dones i l'Observatori de les Violències Masclistes van passar a dependre de la Secretaria de Feminismes. Es va crear també la Subdirecció de Prevenció i Sensibilització, depenent de la Direcció General per a l'erradicació de les Violències Masclistes, que dirigeix Rubèn Sánchez Ruiz i que pretén implementar accions dirigides als homes amb l’objectiu d’erradicar aquest tipus de violències.
El 12 d'agost de 2024 es va publicar el DECRET 133/2024, d'11 d'agost, de creació, denominació i determinació de l'àmbit de competència dels departaments en què s'organitza el Govern i l'Administració de la Generalitat de Catalunya, amb el qual la denominació del departament passà a ser «Departament d'Igualtat i Feminisme».

## Llista de Conselleres
| # | Legislatura | Nom | Nom                  | Inici mandat       | Fi mandat          | Partit polític | Partit polític                       |
| - | ----------- | --- | -------------------- | ------------------ | ------------------ | -------------- | ------------------------------------ |
| 1 | XIII        |     | Tània Verge i Mestre | 26 de maig de 2021 | 12 d'agost de 2024 |                | Independent                          |
| 2 | XV          |     | Eva Menor Cantador   | 12 d'agost de 2024 | En el càrrec       |                | Partit dels Socialistes de Catalunya |